# Euophrys capicola
Euophrys capicola là một loài nhện trong họ Salticidae.
Loài này thuộc chi Euophrys. Euophrys capicola được Eugène Simon miêu tả năm 1901.